# Nancy Kassebaum
Nancy Landon Kassebaum Baker (29 de julio de 1932) es una política estadounidense que representó al Estado de Kansas en el Senado de Estados Unidos de 1978 a 1997. Es hija de Alf Landon, que fue gobernador de Kansas de 1933 a 1937 y candidato republicano a la presidencia en 1936, y viuda del exsenador y diplomático Howard Baker. Fue la primera mujer elegida para un mandato completo en el Senado sin que su marido hubiera servido previamente en el Congreso. También es la primera mujer que ha representado a Kansas en el Senado. Kassebaum fue elegida miembro de la American Philosophical Society en 1996.

## Primeros años y educación
Baker nació en Topeka, Kansas, hija de la primera dama de Kansas Theo (de soltera Cobb) y del gobernador Alf Landon. Estudió en el instituto de Topeka y se graduó en 1950. Se graduó en la Universidad de Kansas en Lawrence en 1954, donde fue miembro de Kappa Alpha Theta. En 1956, obtuvo un máster en historia diplomática por la Universidad de Míchigan, donde conoció a su primer marido, Philip Kassebaum. Se casaron en 1956. Se establecieron en Maize, Kansas, donde criaron a dos hijos.
Trabajó como vicepresidenta de Kassebaum Communications, una empresa familiar que gestionaba varias emisoras de radio. Kassebaum también formó parte del Consejo Escolar de Maize. En 1975, Kassebaum y su marido se separaron legalmente; su divorcio fue definitivo en 1979. Kassebaum trabajó en Washington D. C., como asistente social del senador James B. Pearson de Kansas en 1975, pero regresó a Kansas al año siguiente. También formó parte del Comité de Humanidades de Kansas hasta 1979.
Al principio de su carrera apoyó la Enmienda de Igualdad de Derechos, pero su posterior negativa a apoyar la ampliación del plazo de ratificación le hizo perder el apoyo del Grupo Político de Mujeres de Kansas. Kassebaum apoyó la reforma de la asistencia social, los cambios en los programas federales de préstamos estudiantiles y asistencia financiera, y el Fondo Nacional de las Artes.

## Carrera

### Elecciones
Fue la primera mujer elegida para un mandato completo en el Senado de EE.UU. sin que su marido hubiera servido previamente en el Congreso, y la segunda mujer elegida para un escaño en el Senado sin que éste fuera ocupado primero por su marido (Margaret Chase Smith, de Maine, fue elegida primero en la Cámara de Representantes para cubrir la vacante de su marido, pero luego ganó cuatro elecciones al Senado) o designada para completar el mandato de un marido fallecido. También fue la primera mujer en representar a Kansas en el Senado.
En el momento en que se presentó a las elecciones, Kassebaum estaba legalmente separada de su marido Philip, pero aún no se había divorciado. Decidió utilizar el nombre de Nancy Landon Kassebaum para aprovechar la fama política de su padre. Derrotó a otros ocho republicanos en las elecciones primarias de 1978 para sustituir al republicano James B. Pearson, que se jubilaba. Ganó las primarias republicanas con cerca del 31% de los votos, y luego ganó las elecciones generales contra el excongresista demócrata William R. Roy (que perdió por poco una candidatura electoral anterior frente al senador junior de Kansas, Bob Dole, en 1974) en las elecciones generales. Tras su elección, Pearson dimitió para tener más antigüedad; el gobernador la nombró senadora el 23 de diciembre de 1978. 
En sus primeros años en el cargo, "su nombre de soltera se utilizó cada vez menos a medida que la senadora establecía su propia credibilidad y sus credenciales como legisladora federal". Durante el resto de su carrera política, fue conocida principalmente como Nancy Kassebaum. Fue reelegida para su escaño en el Senado en 1984 con el 78% de los votos y 1990 con el 73%, pero no se presentó a la reelección en 1996.

### Tenencia
Kassebaum es una republicana entre moderada y liberal, conocida por su asistencia sanitaria, conocida como Ley Kennedy-Kassebaum de Portabilidad y Responsabilidad del Seguro Médico, que fue copatrocinada por el senador demócrata de Massachusetts Ted Kennedy. Esta ley fue ratificada por Bill Clinton en 1996. También presidió la Comisión de Trabajo y Recursos Humanos del Senado en el 104.º Congreso. 
También fue activa en política exterior. Expresó su firme apoyo a las medidas contra el apartheid en Sudáfrica en la década de 1980 y viajó a Nicaragua como observadora de las elecciones y para fomentar la resolución diplomática del conflicto entre los Contras y los Sandinistas.
Al principio de su carrera, se le encargó la presidencia temporal de la Convención Nacional Republicana de 1980. Al presidir los dos primeros días de la convención, su nombramiento para ese cargo fue considerado por muchos como un guiño de la campaña de Reagan a las alas moderadas y liberales del partido.
Kassebaum votó a favor del proyecto de ley que establecía el Día de Martin Luther King Jr. como fiesta federal y de la Ley de Restauración de los Derechos Civiles de 1987 (así como para anular el veto del presidente Reagan). Kassebaum votó a favor de la nominación de Robert Bork al Tribunal Supremo. También votó a favor de la confirmación de Clarence Thomas para el Tribunal Supremo en 1991, un voto del que luego se arrepentiría, expresando su decepción por su actuación. Al año siguiente de las audiencias, señaló: "Nadie en la Casa Blanca ni ninguno de mis colegas me preguntó ni una sola vez cómo reaccioné ante las acusaciones públicas de acoso sexual de Anita Hill ni cómo creía que debían tratarse esas acusaciones".
En 1991, la revista Time mencionó a Kassebaum como posible compañera de fórmula del presidente George H. W. Bush si el vicepresidente Dan Quayle no era el candidato republicano a la vicepresidencia en las elecciones presidenciales de 1992.
Kassebaum trabajó incansablemente en políticas como la reducción del déficit presupuestario y el control internacional de armamentos. En su último mandato, presidió el Comité Senatorial de Trabajo y Recursos Humanos, la segunda mujer en presidir un comité permanente del Senado.

### Otra actividad política
En 1996 fue elegida miembro de la American Philosophical Society. Está a favor del aborto y en 2014 se pronunció a favor del matrimonio gay.
Kassebaum se jubiló en 1997, pero sigue siendo un modelo a seguir poderoso e influyente para las mujeres que buscan cargos electivos. En 2017, Kassebaum participó en el Proyecto de Historia Oral de Mujeres del Senado.
Kassebaum es miembro del Consejo Asesor de Partnership for a Secure America, una organización sin ánimo de lucro dedicada a recrear el centro bipartidista en la seguridad nacional y la política exterior de Estados Unidos. También es miembro del ReFormers Caucus de Issue One.
También es una destacada crítica del presidente Donald Trump. En 2018, ella, junto con otros políticos titulares y exrepublicanos, respaldó a Laura Kelly, la candidata demócrata y eventual vencedora, en las elecciones a gobernador de Kansas de 2018. Kassebaum también respaldó a la republicana convertida en demócrata Barbara Bollier para las elecciones al Senado de 2020 en Kansas, frente a su oponente republicano Roger Marshall.

## Vida personal
En 1996, se casó con el exsenador estadounidense Howard Baker, Jr. de Tennessee. Murió en 2014.
Su hijo, William Kassebaum, es un antiguo miembro de la Cámara de Representantes de Kansas. Su otro hijo, el cineasta Richard Kassebaum, murió de un tumor cerebral el 27 de agosto de 2008, a la edad de 47 años.
Desde 2015, reside en un rancho familiar cerca de Burdick, Kansas.